# Club Zero
Club Zero ist ein Spielfilm von Jessica Hausner aus dem Jahr 2023. Das Psychodrama handelt von einer manipulativen Lehrerin an einer Eliteschule, die zu einigen ihrer Schüler ein enges Vertrauensverhältnis aufbaut, mit gefährlichen Konsequenzen. Die Hauptrolle übernahm Mia Wasikowska. Die Geschichte ist lose vom Märchen des Rattenfängers von Hameln inspiriert. Die internationale Koproduktion zwischen Österreich, dem Vereinigten Königreich, Deutschland, Frankreich und Dänemark wurde im Mai 2023 bei den Filmfestspielen in Cannes uraufgeführt. Dort erhielt das Werk gemischte Kritiken.

## Handlung
Miss Novak fängt ihre neue Stelle als Lehrerin an einer Eliteschule an. Schon bald baut sie ein enges Verhältnis zu fünf Schülern auf. Sie führt die ihr anvertrauten Jugendlichen in einen extremen Ernährungskult ein, der auf einer radikalen Reduktion von Nahrung basiert. Die Schüler werden durch den Kult schon bald dem Einfluss ihrer Eltern entzogen, die kaum Zeit für ihre Kinder haben. In einer Gesellschaft, die auf Leistung und Erfolg basiert, glauben die Jugendlichen, ihr Heil bei Miss Novak finden zu können. Die Tragödie nimmt schon bald ihren Lauf. Die betroffenen Eltern erkennen ihre Machtlosigkeit gegenüber der manipulativen Lehrerin zu spät.

## Entstehungsgeschichte

### Drehbuch und Schauspielensemble

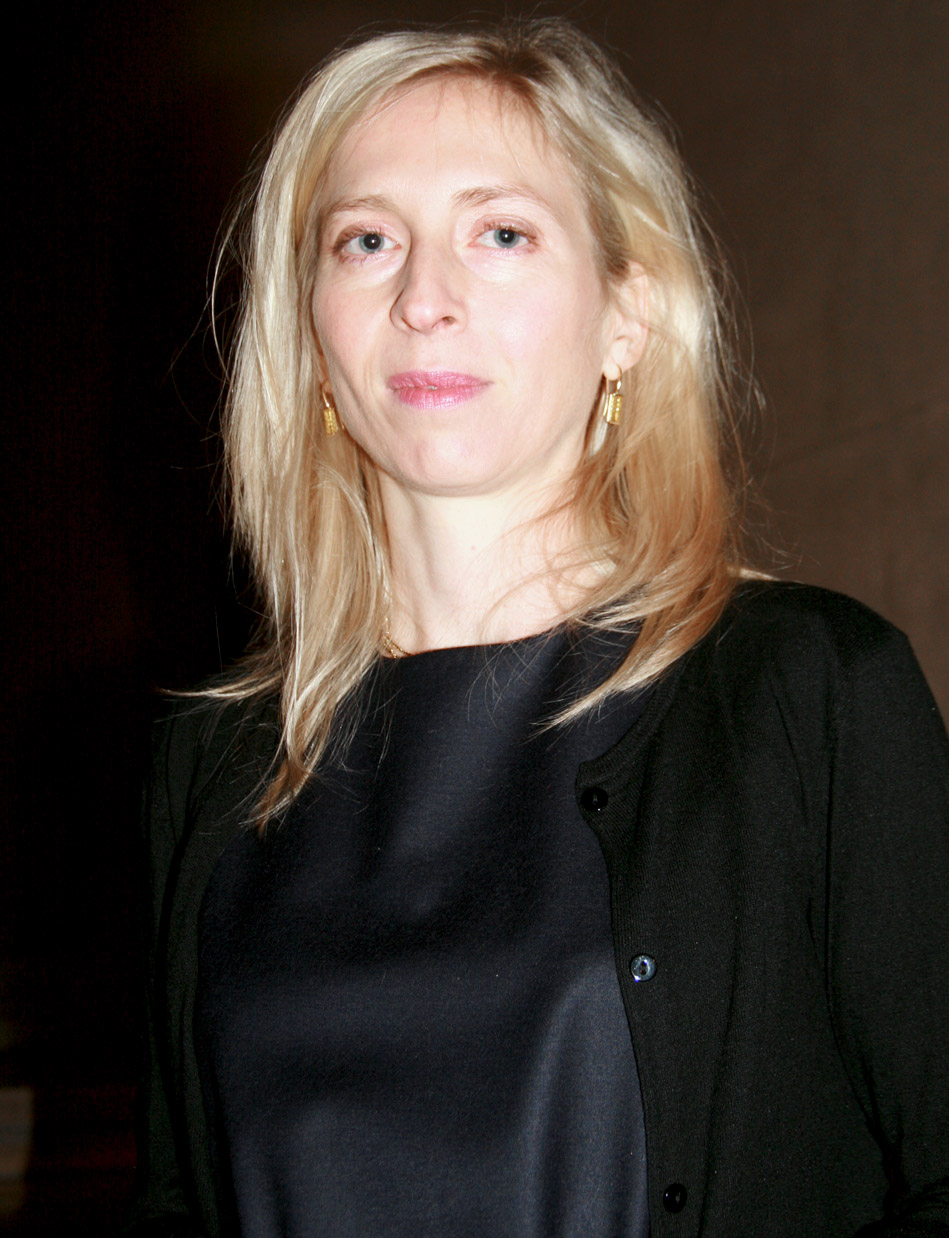
Jessica Hausner (2011)

Club Zero ist der fünfte Spielfilm der österreichischen Regisseurin und Drehbuchautorin Jessica Hausner und zugleich die zweite englischsprachige Produktion nach Little Joe – Glück ist ein Geschäft (2019). Das Drehbuch schrieb sie erneut gemeinsam mit Géraldine Bajard. Die Geschichte handle „von Verführung und Verführbarkeit“ und sei von der Sage des Rattenfängers von Hameln inspiriert. Während einer im Jahr 2021 abgehaltenen Meisterklasse am Filminstitut von Doha gab Hausner an, dass es in Club Zero um „Essstörungen und Essverhalten“ gehe. In Bezug auf die erneute britische Koproduktion ließ die Filmemacherin verlautbaren, dass die britische und österreichische Mentalität ähnlich seien. „Sie haben beide einen sehr dunklen Humor, einen sehr ironischen Humor. Das ist wichtig. Wenn man sich verbinden will, ist es wichtig, über dieselben Dinge lachen zu können“, so Hausner.
Das Filmprojekt wurde im Januar 2021 bekannt, als das Österreichische Filminstitut ihm eine anfängliche Fördersumme von 33.000 Euro zukommen ließ. Wenige Wochen später wurde die Verpflichtung der australischen Schauspielerin Mia Wasikowska in der Hauptrolle der manipulativen Lehrerin bekannt. Zum weiteren Schauspielensemble gehörten die Dänin Sidse Babett Knudsen als Schulleiterin, Amir El-Masry als weiterer Lehrer sowie Elsa Zylberstein und Mathieu Demy als Eltern neben Amanda Lawrence, Sam Hoare, Keeley Forsyth, Lukas Turtur und Camilla Rutherford. Knudsen und El-Masry hatten zuvor gemeinsam an dem Film Limbo (2020) mitgewirkt. Die verführten Schüler wurden von Luke Barker, Samuel D. Anderson, Florence Baker, Ksenia Devriendt und Gwen Currant dargestellt.

### Dreharbeiten und Produktion
Die Dreharbeiten waren auf 39 Drehtage angesetzt und begannen Ende Juli 2022 im englischen Oxford. Dort sollte das Drehteam sechs Wochen verbringen. Zwei weitere Wochen waren für den Dreh in Österreich vorgesehen. Die Dreharbeiten sollten im November 2022 enden. Hausner vertraute auf die erneute Zusammenarbeit mit Bruno Wagner (Produktion), Martin Gschlacht (Kamera, Produktion) und Karina Ressler (Schnitt). Ein erstes Bild von den Dreharbeiten wurde im August 2022 veröffentlicht.
Produziert wird Club Zero von der österreichischen Coop99, gemeinsam mit der deutschen Essential Filmproduktion, der britischen Club Zero Ltd., der französischen Parisienne de Production und der dänischen Paloma Productions. Für die Veräußerung der weltweiten Vertriebsrechte ist das britische Coproduction Office zuständig. Weiterhin finanziell unterstützt wurde das Filmprojekt neben dem Österreichischen Filminstitut (991.330 Euro) vom Filmfonds Wien, Filmstandort Austria (FISA), Medienboard Berlin-Brandenburg, Eurimages, ARTE France Cinema & ZDF/Arte (Grand Accord), ORF (530.000 Euro), Det Danske Filminstitut und BBC Film.

## Veröffentlichung und Rezeption
Die Premiere erfolgte am 22. Mai 2023 bei den Filmfestspielen in Cannes, wo Hausners Regiearbeit in den internationalen Wettbewerb eingeladen wurde. Dort erhielt das Werk von der nichtdeutschsprachigen Fachkritik gemischte oder negative Rezensionen. Im internationalen Kritikerspiegel des Branchenmagazins Screen International erhielt Club Zero 1,7 von 4 möglichen Sternen und belegte vor den Beiträgen Asphalt City und Il sol dell’avvenire (je 1,3) einen vorletzten Platz unter allen 21 Wettbewerbsbeiträgen. In einem rein französischen Kritikerspiegel vom Online-Magazin Le film français traute nur einer von 15 Kritikern Club Zero den Gewinn der Goldenen Palme zu, während sechs die schlechteste Note an den Film vergaben.
Deutschsprachige Kritiker rezensierten Hausners Film wohlwollender und trauten ihr vereinzelt den Gewinn des Hauptpreises von Cannes zu:
Tobias Kniebe (Süddeutsche Zeitung) hob in einer Kurzkritik eine Kotz-Szene hervor, über die nach Triangle of Sadness (2022) „ganz Cannes“ gesprochen habe. Club Zero sei ein „Spiel um Manipulation, Gedankenkontrolle und Verführung“. Auch fiel ihm auf, dass die jugendlichen Darsteller „erkennbar nicht magersüchtig“ seien, und im Verlauf der Handlung „zwar bleicher und elender, aber körperlich nicht dünner“ würden. Dies interpretierte Kniebe als „Schutzmaßnahme“ für die junge Schauspielriege und die potentiellen jungen Kinozuschauer. Dies könne vielleicht Club Zero davor bewahren, „ein wirklich gefährlicher Kultfilm in der ‚Thinfluencer‘-Szene zu werden“.
Valerie Dirk (Der Standard) sah eine „bissige Satire auf die Nahrungszwänge der Bessergestellten“ und räumte den Film Chancen bei der Vergabe um den Hauptpreis ein. Hausner inszeniere „in gewohnt distanzierten, durchkomponierten Bildern mit Liebe zum designten Detail, während der Percussion- und Gesangssoundtrack die Spannung“ halte „und Gesellschaftshorror ganz wie bei Tati elegant mit Humor“ verschmelze. Trotz der Einordnung als Satire, habe die Regisseurin auch einen „Film mit emotionaler Tiefe“ geschaffen. Mia Wasikowska verkörpere die Hauptrolle mit „fieser Autorität“, Sidse Babett Knudsen lege die Schulleiterin glamourös-komisch an. Dirk hob positiv Szenenbild und Kostümdesign hervor. Während in Little Joe noch „kräftiges Rot und Blau dominiert“ hätten, seien es in Hausners neuem Film „Erdfarben und helle Grüntöne“.
Marie-Luise Goldmann (Die Welt) sah in Hauptfigur, Kameraführung und Soundtrack vereinzelt Bezüge zum deutschen Berlinale-Beitrag Das Lehrerzimmer gegeben beziehungsweise zum Netflix-Historiendrama Das Wunder. Sie pries Hausners Werk als bunten, knalligen, aufgedrehten „Konzeptfilm“ sowie „surreales Psychodrama“ an und zählte es als zu den „Favoriten“ auf die Goldene Palme. Dennoch fragte sich Goldmann, was Hausner mit ihrem Film aussagen wollte. Die Lehren aus Club Zero erschienen ihr „grenzenlos“ zu sein. Sie hob ebenfalls das aus ihrer Sicht grandiose Kostüm- und Szenenbild hervor, das „die Unterschiede der jeweiligen Elternhäuser konsequent“ ausleuchte.
Maria Wiesner (Frankfurter Allgemeine Zeitung) lobte in einer Kurzkritik ebenfalls Kostüm- und Szenenbild, dessen Farbschemata das unterschwellige Unwohlsein, das die Handlung hervorrufe, noch verstärke. Selten habe man „in so bitterböser Konsequenz durchgespielt gesehen“, was die Figuren „zu Klimawandel, Fast Food und Essstörungen“ vorbrächten. Die Kulturredaktion des Berliner Tagesspiegels traute Hausner den Gewinn des Regiepreises zu.
Negativ äußerte sich Daniel Kothenschulte (Frankfurter Rundschau) über den Film, der als Kurzfilm gemäß dem ernährungswissenschaftliche Ideal „Weniger ist mehr“ seiner Meinung nach besser gewesen wäre. Im Vergleich zu Little Joe wirke Club Zero „ebenso unscheinbar wie belanglos“. Wie ihr Koproduzent Ulrich Seidl wage sich Hausner nicht tiefer in das Thema Essstörungen unter Jugendlichen. Die jugendlichen Figuren würden „wie Platzhalter in einer überorchestrierten Satire über Öko- und Lifestyle-Dogmatismus“ wirken.
In Frankreich lief der Film am 27. September 2023 in den Kinos an. Im Kritikenspiegel des Online-Portals Allociné erhielt Club Zero 2,7 von 5 möglichen Sternen. Vom Publikum wurde der Film etwas besser bewertet. In Österreich wurde der Film im Verleih von Filmladen aufgeführt.

## Auszeichnungen
Für Club Zero erhielt Hausner nach 2019 ihre zweite Einladung in den Wettbewerb um die Goldene Palme, den Hauptpreis des Filmfestivals von Cannes. Der Film blieb unprämiert. Weitere Einladungen in die Wettbewerbe internationaler Festivals folgten. Auch gelangte das Werk auf die Auswahlliste zum Europäischen Filmpreis, erhielt aber keine Nominierung.
| Filmfestival                       | Kategorie                                      | Resultat  | Preisträger/ Nominierte |
| ---------------------------------- | ---------------------------------------------- | --------- | ----------------------- |
| Filmfestival von Cannes 2023       | Goldene Palme – Bester Film                    | Nominiert | Jessica Hausner         |
| Europäischer Filmpreis 2023        | Beste Filmmusik                                | Gewonnen  | Markus Binder           |
| Manaki Brothers Film Festival 2023 | Beste Kamera                                   | Nominiert | Martin Gschlacht        |
| Filmfest München 2023              | ARRI/Osram Award – Bester internationaler Film | Nominiert | Jessica Hausner         |
| Filmfestival von Palić 2023        | Bester Film                                    | Nominiert | Jessica Hausner         |
| Filmfestival von Palić 2023        | Lobende Erwähnung                              | Gewonnen  | Jessica Hausner         |
| Filmfestival von Sitges 2023       | Bester fantastischer Film                      | Nominiert | Jessica Hausner         |
| Filmfestival von Sitges 2023       | Beste Filmmusik                                | Gewonnen  | Markus Binder           |